# Oseille commune
Rumex acetosa
Espèce

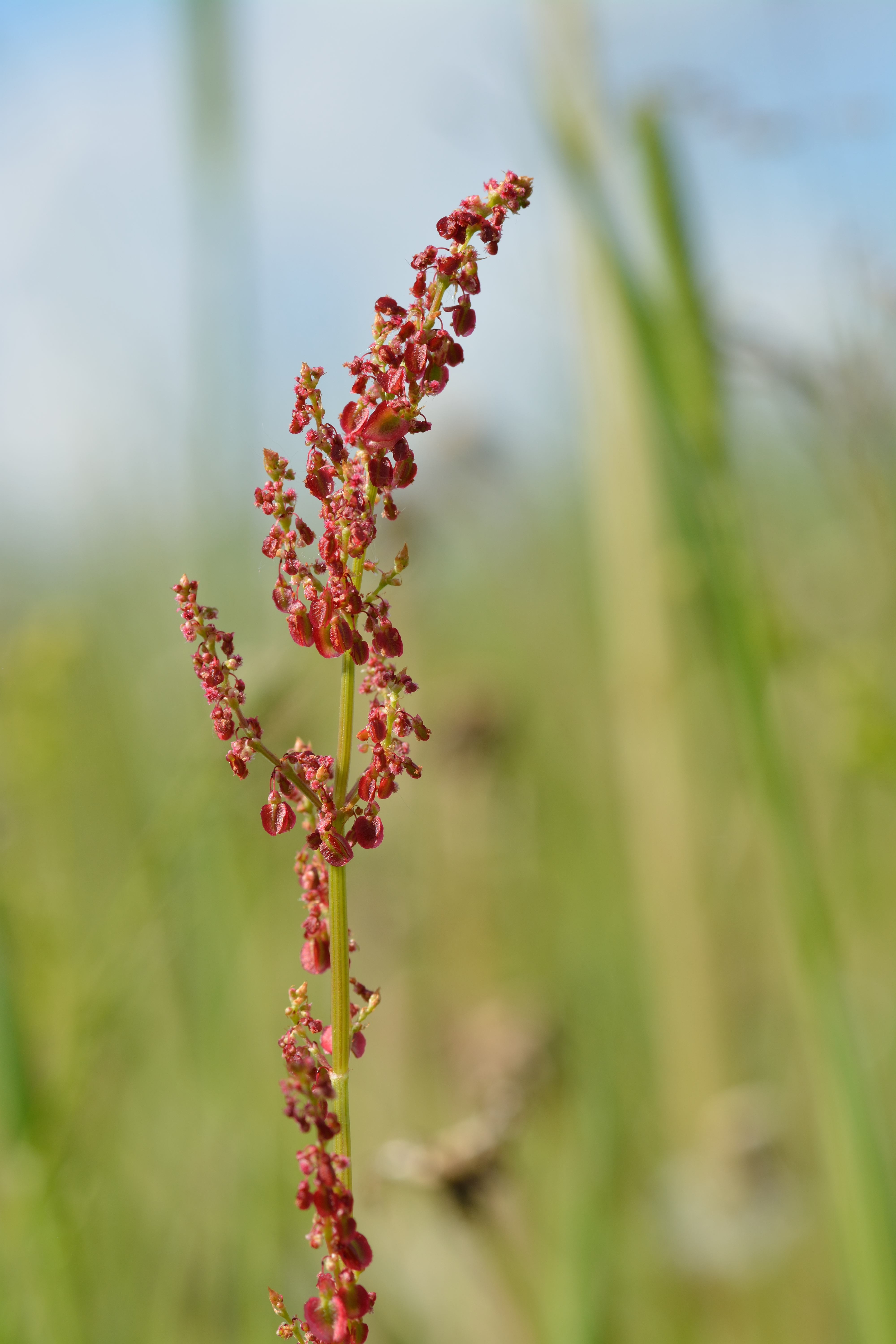
Inflorescence

Rumex acetosa, l’Oseille commune, Grande oseille, Oseille des prés ou vinette, (nom féminin) est une plante vivace de la famille des Polygonacées. C'est une plante potagère fréquemment cultivée, l'espèce sauvage ayant été améliorée pour donner naissance à l'Oseille des jardins.

## Description

### Appareil végétatif
Cette plante vivace atteignant 0,30 à 1 m de haut, est glabre dans toutes ses parties. Sa racine pivotante tubérisée s'enfonce profondément dans le sol, formant une souche qui produit une seule tige.
Les feuilles ont un limbe oblong (2 à 6 fois plus long que large) à ovale, souvent sagitté, subaigu au sommet, entier ou un peu sinué, épais, vert sombre dessus, glaucescent dessous. Elles présentent une hétérophyllie marquée : celles de la base mesurent de 7 à 15 cm de long (1 à 4 cm chez la petite oseille) et sont longuement pétiolées. Les feuilles caulinaires au limbe sagitté-lancéolé sont plus petites, plus ou moins sessiles, voire embrassant la tige par leurs oreillettes parallèles au pétiole (feuilles auriculées), leur limbe est elliptique à oblong. Les tiges dressées sont rameuses vers le haut, striées dans leur longueur.

### Appareil reproducteur
La plante est dioïque : les fleurs mâles et femelles apparaissent sur des plants différents. L'inflorescence est une longue panicule rougeâtre, peu dense, à rameaux inférieurs généralement solitaires, simples ou peu ramifiés. Valves 3-5 mm de long, suborbiculaires, cordées à la base, le sommet arrondi ou un peu tronqué. Les fruits sont des akènes tétraédriques à arêtes vives, protégés par une enveloppe membraneuse (« valves » soudées et accrescentes formées par les tépales).

## Confusion possible
Au début du printemps, les jeunes feuilles auriculées d’oseille sauvage ressemblent fortement à celles hastées du gouet qui émerge du sol à la même période. Les deux espèces ont des oreillettes pointues (parallèles au pétiole chez l'oseille, étalées horizontalement chez le gouet) qui donne à leurs feuilles la forme d’une hallebarde. Alors que l’oseille sauvage est comestible, le gouet est toxique. Les feuilles du gouet atteignent plus de 15 cm de longueur, ont une face inférieure nacrée et sont parcourues de nervures blanchâtres, saillantes (celles courant le long de la marge sont caractéristiques) alors que celles d’oseille restent de l’ordre de 5 cm à 10 cm maximum et ont une face inférieure mate.

## Utilisations
Les feuilles, toujours très tendres et peu fibreuses, peuvent être ramassées pendant toute la durée de vie de la plante. Comestibles, elles ont des propriétés dépurative, stomachiques et diurétiques. Cuites, elles sont émollientes et légèrement laxatives. Elles peuvent être utilisées en soupes, dans des sauces ou en salades. Leur goût acidulé vient de l'acide ascorbique qu'elles contiennent. Cette caractéristique leur permet de relever la saveur de certains poissons et surtout de dissoudre ou d’amollir les fines arêtes. Le calcium qu’elles contiennent devient alors disponible.
 
Il est recommandé de les consommer avec modération en raison de leur richesse en acide oxalique (ou de les cuire à l’eau, ce qui permet d'éliminer en grande partie ce composant) car, à forte dose, les oxalates peuvent causer des troubles digestifs et des calculs rénaux. En effet, leur consommation par un sujet qui a une alimentation riche en calcium provoque la formation dans l'intestin de cristaux d'oxalates insolubles (combinaison de l'acide oxalique avec le calcium) irritants à l'origine de ces troubles digestifs qui disparaissent lorsque les oxalates sont éliminés par les selles. En cas d'alimentation carencée en calcium, l'acide oxalique est librement soluble dans l'intestin et est réabsorbé dans la circulation sanguine. Il peut former, lors de la filtration glomérulaire du sang dans les reins, des cristaux d'oxalates combinés avec le calcium, avec pour résultante une hyperoxalurie avec risque de lithiase urinaire oxalique. Cette maladie peut également résulter d'une alimentation trop riche en calcium ou en graisses. L'acide oxalique est en effet synthétisé dans l'organisme à partir de précurseurs comme l'acide ascorbique, des acides organiques et surtout des acides aminés  apportés par l'alimentation, en particulier sous forme de protéines ou synthétisés dans l'organisme. L'excès d'acides gras dans la lumière intestinale entraîne une altération de l'absorption du calcium qui est utilisé pour saponifier les graisses.

Il est également recommandé de ne pas faire cuire l'oseille dans une casserole de fonte, car l'acide oxalique réagit avec le fer, ce qui donne un mauvais goût aux feuilles. Il faut aussi éviter l'aluminium, car l'acide oxalique peut libérer des quantités toxiques d'ions de ce métal. 
Les graines des rumex sont consommables mais de faible valeur alimentaire. Il est préférable, mais difficile, de les débarrasser de leur enveloppe très astringente, après quoi on peut les moudre et les mélanger en petites quantités à la farine pour faire des bouillies, des galettes, voire du pain.
Il existe des variétés à pétiole et nervures rouges (couleur due à la présence d'un pigment à rôle protecteur, l'anthocyane), utilisées pour l'ornement.
Les feuilles des rumex servaient à teindre la laine en jaune, avec ou sans alun. Leurs racines la teignaient en noir en présence de chrome. Grâce à sa racine pivotante, elle peut être utilisée pour drainer les terrains hydromorphes. Dans la cuisine d'Europe de l'Est, les feuilles des rumex sont utilisées pour la préparation du bortsch vert.
Il faut savoir qu'en Afrique ou en Amérique latine, ce sont des bégonias qui sont employés en guise d'oseille. En gastronomie on utilise principalement Begonia gracilis et Begonia semperflorens.

## Plante compagne et adventice
En Europe, elle est très commune dans les prairies permanentes ou de longue durée sur sol neutre à acide et y est généralement considérée comme gênante. C'est une adventice des cultures en général (on parle de plante messicole, c'est-à-dire adaptée aux cultures d'hiver). Elle est redoutée après retournement de prairie. 

## Caractère bio-indicateur
Indique un sol au pH légèrement acide (~6,5). C'est aussi une des rares indicatrices des sols en équilibre (avec le Mouron blanc, le Plantain lancéolé et la Luzerne d'Arabie).